# Рудольф IV (герцог Австрії)
Рудольф IV (нім. Rudolf IV.; 1 листопада 1339, Відень — 27 липня 1365, Мілан) — герцог Австрії, Штирії та Каринтії (з 1358 року), граф Тіролю (з 1363 року) з династії Габсбургів. Перший австрійський монарх, що взяв титул ерцгерцога. Нетривале правління Рудольфа IV мало велике значення для розвитку австрійської державності.

## Молоді роки
Рудольф IV був старшим сином Альбрехта II Мудрого, герцога Австрії, та Йоганни Пфірт. Він був першим правителем династії Габсбургів, хто народився в Австрії і вважав своєю батьківщиною Австрію, а не родові володіння у Швейцарії та Швабії, що у значній мірі сприяло зростанню популярності герцога та розширенню соціальної опори герцогської влади в країні. Рудольф IV успадкував престол Австрії після смерті свого батька у 1358 році й, хоча формально вважався лише одним зі співправителів, фактично одноосібно управляв державою, оскільки його брати були ще дітьми.

## Privilegium Maius
Центральним моментом політики Рудольфа була боротьба за підвищення статусу Австрії та її незалежність від Священної Римської імперії. З самого початку правління герцога стосунки Австрії та імператора різко ускладнились. У 1356 році Карл IV видав знамениту «Золоту буллу», що обмежувала право обрання імператора колегією семи курфюрстів й перетворювала Німеччину на олігархічну союзну державу. Австрія, так само як і Баварія, не була включена до числа курфюрств. У відповідь Рудольф IV 1358 року опублікував так званий «Privilegium Maius», збірку указів попередніх імператорів, що надавали особливі права Австрії та її монархам й робили Австрійську державу фактично незалежною від імперії.
Зокрема, згідно з «Privilegium Maius», австрійські монархи отримували титул ерцгерцога, що ставив їх у феодальній ієрархії одразу за королями та курфюрстами й вище решти князів Німеччини. Окрім того, заявлялось, що єдиним зобов'язанням австрійських правителів стосовно імператора було надання воєнного контингенту на випадок війни з Угорщиною, а будь-яке втручання імператора в політику герцога було незаконним. Австрійський монарх узурпував також верховну судову владу у своїх володіннях. Всі землі Габсбургів були оголошені нероздільним доменом, що передається як чоловічою, так і жіночою лінією.
Документи «Privilegium Maius» були фальшивими, однак їхня поява віддзеркалювала посилення впливу Австрії в Німеччині та її прагнення цілком звільнитись з-під влади імператора.

## Конфлікт з імператором
Опублікування «Privilegium Majus» викликало вкрай ворожу реакцію імператора Карла IV. Він відмовився визнати справжність документів, позбавив Рудольфа IV прав імперського вікарія в Ельзасі й титулу герцога Швабії, а також підтримав виступи швейцарців проти Габсбургів. Імператору вдалось змусити Рудольфа IV відмовитись від використання титулу ерцгерцога, однак Карлу IV довелось для уникнення збройного конфлікту усунутись від будь-якого втручання у внутрішні справи Австрії. В результаті Рудольф став проводити цілком незалежну політику у своїх землях.
Стосунки Австрії та імператора нормалізувались лише наприкінці правління Рудольфа IV, що позволило у 1364 році підписати угоду про взаємне спадкування між Габсбургами й Люксембурзькою династією.

## Посилення центральної влади
Головною особливістю внутрішньої політики Рудольфа IV стала її рішуча спрямованість на посилення герцогської влади й створення нового, централізованого державного апарату. Рудольф домігся переводу імперських ленів на території Австрії у безпосереднє підпорядкування герцогу. Імперські князі, що мали володіння в Австрії, визнали право герцогського суду над ними. Більше того, захопивши патріарха Аквілеї, Рудольф IV змусив його відмовитись від земельних володінь патріархату в Штирії, Каринтії й Крайні.
За Рудольфа IV феодально-станова адміністративна система, заснована на заміщенні державних посад міністеріалами, що отримували за службу земельні лени, почала витіснятись бюрократичною системою чиновників, що отримували кошти з казни. Герцог також створював широку опору центральної влади серед міст, купців та дрібних землевласників, активно заохочуючи розвиток ремесла й торгівлі та підтримуючи колонізацію земель (нові поселенці звільнялись від податків на три роки). Було скасовано частину податкових привілеїв крупної аристократії й обмежено право мертвої руки церкви.
1364 року, бажаючи перешкодити можливому розділу австрійських володінь, Рудольф IV підписав угоду зі своїми молодшими братами про те, що Австрійська монархія лишиться неподільною й буде передаватись у спадок одразу всім дітям монарха, причому старший лише буде вважатись регентом. Це положення увійшло до історії державного права Австрії як Рудольфівське правило (нім. Rudolfinische Hausordnung), однак було порушено вже спадкоємцями Рудольфа IV.

## Розвиток освіти й культури
Правління Рудольфа IV мало велике значення для розвитку освіти й культури в Австрії. 1365 року він заснував Віденський університет, що став незабаром одним з найбільших навчальних закладів Центральної Європи і є найстарішим у німецькомовних країнах (хоча започаткування факультету теології, найважливішого у той час, затрималось ще на двадцять років).
За Рудольфа IV був перебудований та набув свого сучасного архітектурного вигляду собор Святого Стефана у Відні, який міг конкурувати з собором Святого Віта в імперській столиці — Празі. Герцог усіляко турбувався про прикрашення Відня та заохочував міське будівництво, знижуючи податки та сприяючи встановленню вигідних умов для отримання позик. Покровитель культури й освіти, Рудольф IV за своїми схильностями та способом життя більше нагадував князя італійського Відродження, ніж середньовічного німецького феодала.

## Приєднання Тіролю
1363 року графиня Тірольська Маргарита Маульташ, поступаючись вимогам Рудольфа IV, зреклась на його користь від престолу та передала йому своє тірольське графство. Спроби баварського герцога перешкодити встановленню влади Габсбургів у Тіролі провалились: того ж року австрійські війська відбили баварське вторгнення, а 1364 року Баварія відмовилась від претензій на спадщину Маргарити, задовольнившись великою грошовою компенсацією. Тіроль було назавжди закріплено за Австрією.

## Шлюб
У 1356 році Рудольф IV одружився з Катериною Люксембурзькою (1342—1395), дочкою Карла IV, імператора Священної Римської імперії.
Дітей Рудольф IV не мав.

## Смерть і поховання

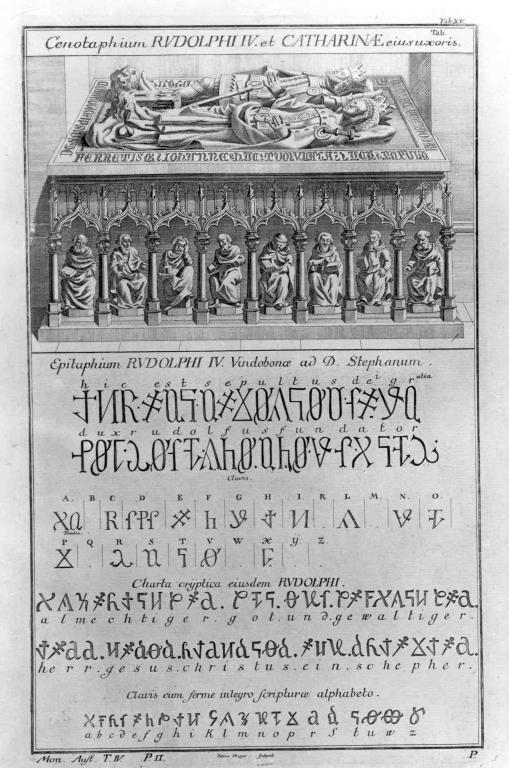
Малюнок кенотафа Рудольфа й Катерини та розшифровка епітафії

В липні 1365 року Рудольф IV у віці двадцяти шести років несподівано помер від чуми в Мілані, не залишивши потомства. Йому спадкували його молодші брати Леопольд III та Альбрехт III.
Первинно Рудольфа IV було поховано у церкві Св. Джованні в Конче, але потім його прах було перенесено до собору Святого Стефана у Відні й поміщено до Герцогської усипальниці, яку Рудольф наказав збудувати ще за життя. Сьогодні в склепі знаходяться рештки сімдесяти двох представників родини Габсбургів.
Також за наказом Рудольфа перед вівтарем собору було зведено мармуровий кенотаф на згадку про нього та його дружину. Надалі цей пам'ятник було перенесено до північного приділа собору. Кенотаф прикрашають написи, зашифровані «халдейською абеткою» (Alphabetum Kaldeorum) — шифром, у винаході якого підозрюють самого Рудольфа. Написи проголошують: «Тут спочиває Рудольф, милістю Божою герцог і засновник» та «Бог Всемогутній і великий Господь наш Ісус Христос, пастир».